# PLR.I Liberali Radicali
Il PLR.I Liberali Radicali (in tedesco: FDP.Die Liberalen; in francese: PLR.Les Libéraux-Radicaux; in romancio: PLD.Ils Liberals) è un partito politico svizzero di orientamento liberale. È stato fondato nel 2009 a seguito della confluenza di due distinti soggetti politici:
- il Partito Liberale Radicale, noto altresì come Partito Radicale Democratico;
- il  Partito Liberale Svizzero.

I valori di riferimento della formazione politica sono la libertà, la coesione e l'innovazione.
Esiste un'ala giovanile del partito: i Giovani liberali radicali svizzeri.

## Ideologia
Il partito si qualifica come promotore delle libertà civili, delle responsabilità individuali, della tolleranza reciproca tra persone con opinioni ed identità diverse, dell'imprenditorialità, della responsabilità sociale, dello stato di diritto e della democrazia partecipativa e diretta.
È critico a riguardo della neutralità svizzera e sostiene il federalismo, la sovranità fiscale di ogni Cantone e gli investimenti nella sicurezza nazionale.
Considera la globalizzazione un’opportunità e sostiene una stretta cooperazione con l'Unione europea attraverso i trattati bilaterali.
In tema di immigrazione, il partito lavora per percorsi d'integrazione puntualmente normati, contemplando al contempo la repressione della criminalità, da contrastare anche con lo strumento dell’espulsione, in conformità con il diritto internazionale.

### Politica economica
Il partito si oppone parzialmente a uno stato distributivo e regolativo, ritenendo che la società aperta e la libera iniziativa economica (da premiare e non limitare, soprattutto in senso paternalistico) siano più funzionali alla prosperità e a una maggiore stabilità sociale ed economica. 
Il partito propone di adottare una legislazione fiscale semplice, con tasse basse e la libera competizione fiscale tra i cantoni, si oppone a burocrazia e regolamentazioni eccessive e predica il contenimento della spesa pubblica, tuttavia crede che la mano pubblica debba fornire alcuni servizi che i cittadini e il settore privato potrebbero assicurare.
Il partito è favorevole allo Stato sociale, alla scuola pubblica e centralizzata, e a una sanità fortemente regolamentata e con una partecipazione pubblica.

## Consiglieri federali
Dal 1848 i liberali radicali hanno fornito 69 consiglieri federali.
- 1848–1861: Jonas Furrer
- 1848–1854: Ulrich Ochsenbein
- 1848–1855: Daniel-Henri Druey
- 1848–1855: Josef Munzinger
- 1848–1857: Stefano Franscini
- 1848–1866: Friedrich Frey-Herosé
- 1848–1875: Wilhelm K.Naeff
- 1855–1863: Jakob Stämpfli
- 1855–1867: Constant Fornerod
- 1855–1875: Josef Martin Knüsel
- 1857–1864: Giovanni Battista Pioda
- 1861–1872: Jakob Dubs
- 1864–1895: Karl Schenk
- 1864–1872: J-J. Challet-Venel
- 1867–1891: Emil Welti
- 1868–1869: Victor Ruffy
- 1870–1875: Paul Ceresole
- 1872–1878: Johann Jakob Scherer
- 1873–1875: Eugène Borel
- 1876–1878: Joachim Heer
- 1876–1880: Fridolin Anderwert
- 1876–1890: Bernhard Hammer
- 1876–1892: Numa Droz
- 1879–1883: Simeon Bavier
- 1879–1888: Wilhelm F. Hertenstein
- 1881–1893: Louis Ruchonnet
- 1883–1912: Adolf Deucher
- 1889–1902: Walter Hauser
- 1891–1897: Emil Frey
- 1893–1899: Adrien Lachenal
- 1894–1899: Eugène Ruffy
- 1895–1919: Eduard Müller
- 1897–1911: Ernst Brenner
- 1900–1912: Robert Comtesse
- 1900–1912: Marc Ruchet
- 1903–1917: Ludwig Forrer
- 1911–1917: Arthur Hoffmann
- 1912–1913: Louis Perrier
- 1912–1919: Camille Decoppet
- 1912–1935: Edmund Schulthess
- 1913–1920: Felix Calonder
- 1917–1919: Gustave Ador (L)
- 1918–1929: Robert Haab
- 1920–1929: Karl Scheurer
- 1920–1928: Ernest Chuard
- 1920–1934: Heinrich Häberlin
- 1929–1944: Marcel Pilet-Golaz
- 1930–1938: Albert Meyer
- 1934–1940: Johannes Baumann
- 1935–1940: Hermann Obrecht
- 1939–1943: Ernst Wetter
- 1940–1947: Walther Stampfli
- 1941–1954: Karl Kobelt
- 1945–1961: Max Petitpierre
- 1948–1954: Rodolphe Rubattel
- 1954–1959: Hans Streuli
- 1955–1966: Paul Chaudet
- 1961–1969: Hans Schaffner
- 1967–1973: Nello Celio
- 1970–1978: Ernst Brugger
- 1974–1983: Georges-André Chevallaz
- 1978–1982: Fritz Honegger
- 1983–1984: Rudolf Friedrich
- 1984–1998: Jean-Pascal Delamuraz
- 1984–1989: Elisabeth Kopp
- 1989–2003: Kaspar Villiger
- 1998–2009: Pascal Couchepin
- 2003–2010: Hans-Rudolf Merz
- 2009–2017: Didier Burkhalter
- 2010–2018: Johann Schneider-Ammann
- dal 2017: Ignazio Cassis
- dal 2019: Karin Keller-Sutter

## Presidenti
- 2009–2012: Fulvio Pelli (Ticino)
- 2012–2016: Philipp Müller (Argovia)
- 2016–2021: Petra Gössi (Svitto)
- dal 2021: Thierry Burkart (Argovia)